# Liste des distinctions de Taylor Swift
Taylor Swift est une chanteuse-compositrice de chansons américaine. Elle est jusqu'en 2019 sous contrat avec Big Machine Records et en date d'octobre 2023, elle a sorti 10 albums de studio avec 4 albums rééditions sous son propre nom (Taylor’s Version) : Fearless (Taylor’s Version), Speak Now (Taylor’s Version), Red (Taylor’s Version) et 1989 (Taylor's Version).
Fearless est l'album country le plus vendu entre 2008 et 2009 et le plus titré dans l'histoire de la musique country. Taylor Swift a été nommée 46 fois au Grammy Awards et a gagné 12 fois.

## Academy of Country Music Awards
| Année | Travail nommé                           | Catégorie                        | Résultat   | Réf.   |
| ----- | --------------------------------------- | -------------------------------- | ---------- | ------ |
| 2007  | Taylor Swift                            | Nouvelle chanteuse de l'année    | Nomination | [ 1 ]  |
| 2008  | Taylor Swift                            | Nouvelle chanteuse de l'année    | Lauréat    | [ 2 ]  |
| 2008  | Taylor Swift                            | Chanteuse de l'année             | Nomination | [ 3 ]  |
| 2008  | Taylor Swift                            | Album de l'année                 | Nomination | [ 3 ]  |
| 2009  | Taylor Swift                            | Chanteuse de l'année             | Nomination | [ 4 ]  |
| 2009  | Taylor Swift                            | Crystal Milestone Award          | Lauréat    | [ 4 ]  |
| 2009  | Fearless                                | Album de l'année                 | Lauréat    | [ 4 ]  |
| 2009  | Love Story                              | Vidéo de l'année                 | Nomination | [ 4 ]  |
| 2010  | Taylor Swift                            | Artiste de l'année (en)          | Nomination | [ 5 ]  |
| 2010  | Taylor Swift                            | Chanteuse de l'année             | Nomination | [ 5 ]  |
| 2010  | You Belong with Me                      | Chanson de l'année               | Nomination | [ 5 ]  |
| 2010  | You Belong with Me                      | Vidéo de l'année                 | Nomination | [ 5 ]  |
| 2011  | Taylor Swift                            | Jim Reeves International Award   | Lauréat    | [ 6 ]  |
| 2011  | Taylor Swift                            | Artiste de l'année               | Lauréat    | [ 7 ]  |
| 2011  | Taylor Swift                            | Chanteuse de l'année             | Nomination | [ 8 ]  |
| 2011  | Speak Now                               | Album de l'année                 | Nomination | [ 8 ]  |
| 2012  | Taylor Swift                            | Artiste de l'année               | Lauréat    |        |
| 2012  | Taylor Swift                            | Chanteuse de l'année             | Nomination |        |
| 2012  | Mean                                    | Vidéo de l'année                 | Nomination |        |
| 2013  | Taylor Swift                            | Artiste de l'année               | Nomination | [ 9 ]  |
| 2013  | Taylor Swift                            | Chanteuse de l'année             | Nomination | [ 9 ]  |
| 2013  | Red                                     | Album de l'année                 | Nomination | [ 9 ]  |
| 2013  | We Are Never Ever Getting Back Together | Vidéo de l'année                 | Nomination | [ 9 ]  |
| 2014  | Taylor Swift                            | Artiste de l'année               | Nomination | [ 10 ] |
| 2014  | Taylor Swift                            | Chanteuse de l'année             | Nomination | [ 10 ] |
| 2014  | Highway Don't Care (en)                 | Vidéo de l'année                 | Lauréat    | [ 10 ] |
| 2014  | Highway Don't Care (en)                 | Single de l'année                | Nomination | [ 10 ] |
| 2014  | Highway Don't Care (en)                 | Événement musical de l'année     | Nomination | [ 10 ] |
| 2015  | Taylor Swift                            | 50th Anniversary Milestone Award | Lauréat    | [ 11 ] |
| 2019  | Babe (en)                               | Vidéo de l'année                 | Nomination | [ 12 ] |
| 2022  | I Bet You Think About Me                | Vidéo de l'année                 | Nomination | [ 13 ] |

## ADG Excellence in Production Design Awards
| Année | Travail nommé                | Catégorie                                           | Résultat   | Réf.   |
| ----- | ---------------------------- | --------------------------------------------------- | ---------- | ------ |
| 2020  | Reputation Stadium Tour      | Série de variété, téléréalité ou compétition        | Nomination | [ 14 ] |
| 2020  | Lover                        | Format court: Série Web, Clip musical, ou Publicité | Nomination | [ 15 ] |
| 2021  | Cardigan                     | Format court: Série Web, Clip musical, ou Publicité | Nomination |        |
| 2022  | All Too Well: The Short Film | Format court: Série Web, Clip musical, ou Publicité | Lauréat    | [ 16 ] |

## American Country Awards
| Année | Travail nommé           | Catégorie                                | Résultat   | Réf.   |
| ----- | ----------------------- | ---------------------------------------- | ---------- | ------ |
| 2010  | Taylor Swift            | Artiste de l'année                       | Nomination | [ 17 ] |
| 2010  | Taylor Swift            | Artiste féminine de l'année              | Nomination | [ 17 ] |
| 2010  | Fearless Tour           | Tournée de l'année                       | Nomination | [ 17 ] |
| 2011  | Taylor Swift            | Artiste de l'année                       | Nomination | [ 18 ] |
| 2011  | Taylor Swift            | Artiste féminine de l'année              | Nomination | [ 18 ] |
| 2011  | Speak Now               | Album de l'année                         | Nomination | [ 18 ] |
| 2011  | Mean                    | Single de l'année d'une artiste féminine | Nomination | [ 18 ] |
| 2011  | Back to December        | Vidéo de l'année d'une artiste féminine  | Nomination | [ 18 ] |
| 2011  | Speak Now World Tour    | Tournée de l'année                       | Nomination | [ 18 ] |
| 2012  | Taylor Swift            | Artiste de l'année                       | Nomination | [ 19 ] |
| 2012  | Taylor Swift            | Artiste féminine de l'année              | Nomination | [ 19 ] |
| 2012  | Taylor Swift            | Artiste de l'année en tournée            | Nomination | [ 19 ] |
| 2012  | Ours                    | Single de l'année d'une artiste féminine | Nomination | [ 19 ] |
| 2012  | Ours                    | Vidéo de l'année d'une artiste féminine  | Nomination | [ 19 ] |
| 2013  | Taylor Swift            | Artiste de l'année                       | Nomination | [ 20 ] |
| 2013  | Taylor Swift            | Artiste féminine de l'année              | Nomination | [ 20 ] |
| 2013  | Taylor Swift            | Artiste de l'année en tournée            | Nomination | [ 20 ] |
| 2013  | Taylor Swift            | Artiste international                    | Lauréat    | [ 20 ] |
| 2013  | Begin Again             | Single de l'année d'une artiste féminine | Nomination | [ 20 ] |
| 2013  | Begin Again             | Vidéo de l'année                         | Nomination | [ 20 ] |
| 2013  | Begin Again             | Vidéo de l'année d'une artiste féminine  | Nomination | [ 20 ] |
| 2013  | Highway Don't Care (en) | Single de l'année en collaboration       | Lauréat    | [ 20 ] |
| 2013  | Highway Don't Care (en) | Chanson de l'année                       | Lauréat    | [ 20 ] |
| 2013  | Highway Don't Care (en) | Vidéo de l'année en collaboration        | Lauréat    | [ 20 ] |

## American Country Countdown Awards
| Année | Travail nommé | Catégorie            | Résultat   | Réf.   |
| ----- | ------------- | -------------------- | ---------- | ------ |
| 2014  | Taylor Swift  | Chanteuse de l'année | Nomination | [ 21 ] |

## AMFT Awards
| Année | Travail nommé | Catégorie                 | Résultat | Réf.   |
| ----- | ------------- | ------------------------- | -------- | ------ |
| 2020  | folklore      | Album de l'année          | Lauréat  | [ 22 ] |
| 2020  | folklore      | Meilleur album folk       | Lauréat  | [ 22 ] |
| 2020  | cardigan      | Meilleure chanson folk    | Lauréat  | [ 22 ] |
| 2020  | exile         | Meilleure prestation folk | Lauréat  | [ 22 ] |

## American Music Awards
En 2014, Taylor Swift reçoit le premier Dick Clark Award, un prix créé pour récompenser l'excellence d'un artiste. Dans un communiqué, l'équipe des American Music Awards explique avoir choisi Taylor Swift car après la publication de son cinquième album studio 1989, elle est devenue la première artiste dont trois albums différents se sont vendus à plus d'un million d'exemplaires la semaine de leur sortie.
Après avoir remporté six prix durant la cérémonie de 2019, Taylor Swift bat le record détenu jusqu'alors par Michael Jackson et devient l'artiste ayant remporté le plus d'American Music Awards avec vingt-neuf prix.
| Année     | Travail nommé                | Catégorie                                | Résultat   | Réf.   |
| --------- | ---------------------------- | ---------------------------------------- | ---------- | ------ |
| 2007 (en) | Taylor Swift                 | Meilleure artiste féminine country (en)  | Nomination | [ 25 ] |
| 2008 (en) | Taylor Swift                 | Meilleure artiste féminine country (en)  | Lauréat    | [ 26 ] |
| 2009 (en) | Taylor Swift                 | Artiste de l'année (en)                  | Lauréat    | [ 27 ] |
| 2009 (en) | Taylor Swift                 | Meilleur artiste adult contemporary (en) | Lauréat    | [ 27 ] |
| 2009 (en) | Taylor Swift                 | Meilleure artiste féminine country       | Lauréat    | [ 27 ] |
| 2009 (en) | Taylor Swift                 | Meilleure artiste féminine pop/rock (en) | Lauréat    | [ 27 ] |
| 2009 (en) | Fearless                     | Meilleur album country (en)              | Lauréat    | [ 27 ] |
| 2009 (en) | Fearless                     | Meilleur album pop/rock (en)             | Nomination | [ 28 ] |
| 2010 (en) | Taylor Swift                 | Meilleure artiste féminine country       | Lauréat    | [ 29 ] |
| 2011 (en) | Taylor Swift                 | Artiste de l'année                       | Lauréat    | [ 30 ] |
| 2011 (en) | Taylor Swift                 | Meilleure artiste féminine Country       | Lauréat    | [ 30 ] |
| 2011 (en) | Speak Now                    | Meilleur album country                   | Lauréat    | [ 30 ] |
| 2012      | Taylor Swift                 | Meilleure artiste féminine country       | Lauréat    | [ 31 ] |
| 2013      | Taylor Swift                 | Artiste de l'année                       | Lauréat    | [ 32 ] |
| 2013      | Taylor Swift                 | Meilleure artiste féminine pop/rock      | Lauréat    | [ 32 ] |
| 2013      | Taylor Swift                 | Meilleure artiste féminine country       | Lauréat    | [ 32 ] |
| 2013      | Red                          | Meilleur album country                   | Lauréat    | [ 32 ] |
| 2013      | Red                          | Meilleur album pop/rock                  | Nomination | [ 32 ] |
| 2014      | Taylor Swift                 | Dick Clark Award                         | Lauréat    | [ 23 ] |
| 2015      | Taylor Swift                 | Artiste de l'année                       | Nomination | [ 33 ] |
| 2015      | Taylor Swift                 | Meilleure chanteuse pop/rock             | Nomination | [ 33 ] |
| 2015      | Taylor Swift                 | Meilleur artiste adult contemporary      | Lauréat    | [ 33 ] |
| 2015      | 1989                         | Meilleur album pop/rock                  | Lauréat    | [ 33 ] |
| 2015      | Blank Space                  | Chanson de l'année (en)                  | Lauréat    | [ 33 ] |
| 2015      | Bad Blood                    | Collaboration de l'année (en)            | Nomination | [ 33 ] |
| 2018 (en) | Taylor Swift                 | Artiste de l'année                       | Lauréat    | [ 34 ] |
| 2018 (en) | Taylor Swift                 | Meilleure artiste féminine pop/rock      | Lauréat    | [ 34 ] |
| 2018 (en) | Reputation                   | Meilleur album pop/rock                  | Lauréat    | [ 34 ] |
| 2018 (en) | Reputation Stadium Tour      | Tournée de l'année (en)                  | Lauréat    | [ 34 ] |
| 2019 (en) | Taylor Swift                 | Artiste de la décennie                   | Lauréat    | [ 24 ] |
| 2019 (en) | Taylor Swift                 | Artiste de l'année                       | Lauréat    | [ 24 ] |
| 2019 (en) | Taylor Swift                 | Meilleure artiste féminine pop/rock      | Lauréat    | [ 24 ] |
| 2019 (en) | Taylor Swift                 | Meilleur artiste adult contemporary      | Lauréat    | [ 24 ] |
| 2019 (en) | Lover                        | Meilleur album pop/rock                  | Lauréat    | [ 24 ] |
| 2019 (en) | You Need to Calm Down        | Vidéo de l'année (en)                    | Lauréat    | [ 24 ] |
| 2020 (en) | Taylor Swift                 | Artiste de l'année                       | Lauréat    | [ 35 ] |
| 2020 (en) | Taylor Swift                 | Meilleure artiste féminine pop/rock      | Lauréat    | [ 35 ] |
| 2020 (en) | cardigan                     | Vidéo de l'année                         | Lauréat    | [ 35 ] |
| 2020 (en) | folklore                     | Meilleur album pop/rock                  | Nomination | [ 35 ] |
| 2021      | Taylor Swift                 | Artiste de l'année                       | Nomination | [ 36 ] |
| 2021      | Taylor Swift                 | Meilleure artiste féminine pop/rock      | Lauréat    | [ 36 ] |
| 2021      | evermore                     | Meilleur album pop/rock                  | Lauréat    | [ 36 ] |
| 2022 (en) | Taylor Swift                 | Artiste de l'année                       | Lauréat    | [ 37 ] |
| 2022 (en) | Taylor Swift                 | Meilleure artiste féminine country       | Lauréat    | [ 37 ] |
| 2022 (en) | Taylor Swift                 | Meilleure artiste féminine pop/rock      | Lauréat    | [ 37 ] |
| 2022 (en) | All Too Well: The Short Film | Vidéo de l'année                         | Lauréat    | [ 37 ] |
| 2022 (en) | Red (Taylor's Version)       | Meilleur album country                   | Lauréat    | [ 37 ] |
| 2022 (en) | Red (Taylor's Version)       | Meilleur album pop                       | Lauréat    | [ 37 ] |

## Apple Music Awards
| Année | Travail nommé | Catégorie                     | Résultat | Réf.   |
| ----- | ------------- | ----------------------------- | -------- | ------ |
| 2020  | Taylor Swift  | Auteur-Compositeur de l'année | Lauréat  | [ 38 ] |

## APRA Music Awards
| Année     | Travail nommé | Catégorie                         | Résultat   | Réf.   |
| --------- | ------------- | --------------------------------- | ---------- | ------ |
| 2010 (en) | Love Story    | Chanson internationale de l'année | Nomination | [ 39 ] |
| 2016 (en) | Blank Space   | Chanson internationale de l'année | Nomination | [ 40 ] |
| 2016 (en) | Style         | Chanson internationale de l'année | Nomination | [ 40 ] |

## ARIA Music Awards
| Année     | Travail nommé | Catégorie                               | Résultat   | Réf.   |
| --------- | ------------- | --------------------------------------- | ---------- | ------ |
| 2010 (en) | Taylor Swift  | Artiste international le plus populaire | Nomination |        |
| 2013 (en) | Red           | Meilleur artiste international          | Nomination | [ 41 ] |
| 2015 (en) | 1989          | Meilleur artiste international          | Nomination | [ 42 ] |
| 2016 (en) | 1989          | Meilleur artiste international          | Nomination | [ 43 ] |
| 2018 (en) | Reputation    | Meilleur artiste international          | Nomination | [ 44 ] |
| 2019 (en) | Lover         | Meilleur artiste international          | Lauréat    | [ 45 ] |
| 2020 (en) | folklore      | Meilleur artiste international          | Nomination |        |

## BBCAwards

### BBC Music Awards
| Année     | Travail nommé | Catégorie                        | Résultat   | Réf.   |
| --------- | ------------- | -------------------------------- | ---------- | ------ |
| 2014 (en) | Taylor Swift  | Artiste international de l'année | Nomination | [ 46 ] |
| 2015 (en) | Taylor Swift  | Artiste international de l'année | Lauréat    | [ 47 ] |

### BBC Radio 1's Teen Choice Awards
| Année | Travail nommé | Catégorie                           | Résultat   | Réf.   |
| ----- | ------------- | ----------------------------------- | ---------- | ------ |
| 2016  | Taylor Swift  | Célébrité la plus divertissante     | Lauréat    | [ 48 ] |
| 2018  | Taylor Swift  | Meilleur artiste solo international | Nomination | [ 49 ] |
| 2019  | Taylor Swift  | Meilleur artiste solo international | Nomination | [ 50 ] |

## BillboardAwards

### Billboard Live Music Awards
| Année | Travail nommé                                                                            | Catégorie                            | Résultat   | Réf.   |
| ----- | ---------------------------------------------------------------------------------------- | ------------------------------------ | ---------- | ------ |
| 2010  | Fearless Tour                                                                            | Meilleur ensemble                    | Lauréat    | [ 51 ] |
| 2010  | Taylor Swift                                                                             | Eventful Fans' Choice Award          | Nomination |        |
| 2011  | Speak Now World Tour                                                                     | Prix du marketing et de la promotion | Lauréat    | [ 52 ] |
| 2011  | Speak Now World Tour                                                                     | Meilleur ensemble                    | Nomination |        |
| 2011  | Taylor Swift                                                                             | Eventful Fans' Choice Award          | Nomination |        |
| 2012  | Taylor Swift                                                                             | Eventful Fans' Choice Award          | Nomination |        |
| 2012  | Speak Now World Tour                                                                     | Meilleur ensemble                    | Nomination | [ 53 ] |
| 2013  | Red Tour                                                                                 | Meilleur ensemble                    | Lauréat    | [ 54 ] |
| 2013  | Red Tour                                                                                 | Prix du marketing et de la promotion | Nomination | [ 55 ] |
| 2013  | Taylor Swift                                                                             | Eventful Fans' Choice Award          | Nomination | [ 55 ] |
| 2015  | The 1989 World Tour                                                                      | Meilleure attraction                 | Nomination | [ 56 ] |
| 2015  | The 1989 World Tour                                                                      | Meilleure tournée                    | Nomination | [ 56 ] |
| 2018  | Reputation Stadium Tour                                                                  | Meilleure tournée internationale     | Nomination | [ 57 ] |
| 2018  | Reputation Stadium Tour                                                                  | Meilleure tournée américaine         | Lauréat    | [ 57 ] |
| 2018  | Reputation Stadium Tour                                                                  | Meilleure attraction                 | Nomination | [ 57 ] |
| 2018  | Taylor Swift pour le Reputation Stadium Tour au MetLife Stadium du 20 au 22 juillet 2018 | Meilleur score                       | Nomination | [ 57 ] |
| 2019  | Taylor Swift et Fujifilm Activation pour le Reputation Stadium Tour                      | Tournée et marketing                 | Nomination | [ 58 ] |

### Billboard Music Awards
| Année     | Travail nommé                           | Catégorie                         | Résultat   | Réf.   |
| --------- | --------------------------------------- | --------------------------------- | ---------- | ------ |
| 2011      | Taylor Swift                            | Top Billboard 200 Artist          | Lauréat    | [ 59 ] |
| 2011      | Taylor Swift                            | Top Country Artist                | Lauréat    | [ 59 ] |
| 2011      | Taylor Swift                            | Top Artist                        | Nomination | [ 59 ] |
| 2011      | Taylor Swift                            | Top Female Artist                 | Nomination | [ 59 ] |
| 2011      | Speak Now                               | Top Billboard 200 Album           | Nomination | [ 59 ] |
| 2011      | Speak Now                               | Top Country Album                 | Lauréat    | [ 59 ] |
| 2011      | Mine                                    | Top Country Song                  | Nomination | [ 59 ] |
| 2012 (en) | Taylor Swift                            | Top Touring Artist                | Nomination | [ 60 ] |
| 2012 (en) | Taylor Swift                            | Top Country Artist                | Nomination | [ 60 ] |
| 2013 (en) | Taylor Swift                            | Top Artist                        | Lauréat    | [ 61 ] |
| 2013 (en) | Taylor Swift                            | Top Female Artist                 | Lauréat    | [ 61 ] |
| 2013 (en) | Taylor Swift                            | Top Country Artist                | Lauréat    | [ 61 ] |
| 2013 (en) | Taylor Swift                            | Top Billboard 200 Artist          | Lauréat    | [ 61 ] |
| 2013 (en) | Taylor Swift                            | Top Digital Songs Artist          | Lauréat    | [ 61 ] |
| 2013 (en) | Taylor Swift                            | Billboard Milestone Award         | Nomination | [ 62 ] |
| 2013 (en) | Taylor Swift                            | Top Hot 100 Artist                | Nomination | [ 61 ] |
| 2013 (en) | Taylor Swift                            | Top Social Artist                 | Nomination | [ 61 ] |
| 2013 (en) | Red                                     | Top Billboard 200 Album           | Lauréat    | [ 61 ] |
| 2013 (en) | Red                                     | Top Country Album                 | Lauréat    | [ 61 ] |
| 2013 (en) | We Are Never Ever Getting Back Together | Top Country Song                  | Lauréat    | [ 61 ] |
| 2013 (en) | We Are Never Ever Getting Back Together | Top Streaming Song (Video)        | Nomination | [ 61 ] |
| 2014 (en) | Taylor Swift                            | Top Social Artist                 | Nomination | [ 63 ] |
| 2014 (en) | Taylor Swift                            | Top Country Artist                | Nomination | [ 63 ] |
| 2015 (en) | Taylor Swift                            | Top Artist                        | Lauréat    | [ 64 ] |
| 2015 (en) | Taylor Swift                            | Top Female Artist                 | Lauréat    | [ 64 ] |
| 2015 (en) | Taylor Swift                            | Top Billboard 200 Artist          | Lauréat    | [ 64 ] |
| 2015 (en) | Taylor Swift                            | Top Hot 100 Artist                | Lauréat    | [ 64 ] |
| 2015 (en) | Taylor Swift                            | Top Radio Songs Artist            | Nomination | [ 64 ] |
| 2015 (en) | Taylor Swift                            | Top Digital Songs Artist          | Lauréat    | [ 64 ] |
| 2015 (en) | Taylor Swift                            | Top Streaming Artist              | Nomination | [ 64 ] |
| 2015 (en) | Taylor Swift                            | Top Social Artist                 | Nomination | [ 64 ] |
| 2015 (en) | Taylor Swift                            | Billboard Chart Achievement Award | Lauréat    | [ 64 ] |
| 2015 (en) | 1989                                    | Top Billboard 200 Album           | Lauréat    | [ 64 ] |
| 2015 (en) | Shake It Off                            | Top Hot 100 Song                  | Nomination | [ 64 ] |
| 2015 (en) | Shake It Off                            | Top Digital Song                  | Nomination | [ 64 ] |
| 2015 (en) | Shake It Off                            | Top Streaming Song (Video)        | Lauréat    | [ 64 ] |
| 2015 (en) | Blank Space                             | Top Streaming Song (Video)        | Nomination | [ 64 ] |
| 2016 (en) | Taylor Swift                            | Top Artist                        | Nomination | [ 65 ] |
| 2016 (en) | Taylor Swift                            | Top Female Artist                 | Nomination | [ 65 ] |
| 2016 (en) | Taylor Swift                            | Top Billboard 200 Artist          | Nomination | [ 65 ] |
| 2016 (en) | Taylor Swift                            | Top Hot 100 Artist                | Nomination | [ 65 ] |
| 2016 (en) | Taylor Swift                            | Top Radio Songs Artist            | Nomination | [ 65 ] |
| 2016 (en) | Taylor Swift                            | Top Social Media Artist           | Nomination | [ 65 ] |
| 2016 (en) | Taylor Swift                            | Top Touring Artist                | Lauréat    | [ 65 ] |
| 2016 (en) | 1989                                    | Top Billboard 200 Album           | Nomination | [ 65 ] |
| 2018      | Taylor Swift                            | Top Artist                        | Nomination | [ 66 ] |
| 2018      | Taylor Swift                            | Top Female Artist                 | Lauréat    | [ 66 ] |
| 2018      | Taylor Swift                            | Top Billboard 200 Artist          | Nomination | [ 66 ] |
| 2018      | Reputation                              | Best Selling Album                | Lauréat    | [ 66 ] |
| 2018      | Reputation                              | Top Billboard 200 Album           | Nomination | [ 66 ] |
| 2019 (en) | Taylor Swift                            | Top Female Artist                 | Nomination | [ 67 ] |
| 2019 (en) | Taylor Swift                            | Top Touring Artist                | Nomination | [ 67 ] |

### Billboard Women in Music
En 2011, Taylor Swift devient à vingt-et-un ans la plus jeune artiste à recevoir le prix de la femme de l'année. Elle le reste jusqu'en 2019, quand il est remis à Billie Eilish alors âgée de dix-sept ans. Taylor Swift est de nouveau nommée femme de l'année en 2014 ; elle est la première artiste à avoir reçu ce prix deux fois.
| Année | Travail nommé | Catégorie            | Résultat | Réf.   |
| ----- | ------------- | -------------------- | -------- | ------ |
| 2011  | Taylor Swift  | Femme de l'année     | Lauréat  | [ 68 ] |
| 2014  | Taylor Swift  | Femme de l'année     | Lauréat  | [ 70 ] |
| 2019  | Taylor Swift  | Femme de la décennie | Lauréat  | [ 71 ] |

## BMI Awards

### BMI Country Awards
| Année | Travail nommé               | Catégorie           | Résultat | Réf.   |
| ----- | --------------------------- | ------------------- | -------- | ------ |
| 2007  | Tim McGraw                  | Chanson gagnante    | Lauréat  | [ 72 ] |
| 2008  | Our Song                    | Chanson gagnante    | Lauréat  | [ 73 ] |
| 2008  | Teardrops on My Guitar      | Chanson gagnante    | Lauréat  | [ 73 ] |
| 2008  | Teardrops on My Guitar      | Chanson de l'année  | Lauréat  | [ 73 ] |
| 2009  | Love Story                  | Chanson de l'année  | Lauréat  | [ 74 ] |
| 2009  | Love Story                  | Chanson gagnante    | Lauréat  | [ 74 ] |
| 2009  | Picture to Burn             | Chanson gagnante    | Lauréat  | [ 74 ] |
| 2009  | Should've Said No           | Chanson gagnante    | Lauréat  | [ 74 ] |
| 2010  | Taylor Swift                | Parolier de l'année | Lauréat  | [ 75 ] |
| 2010  | You Belong with Me          | Chanson de l'année  | Lauréat  | [ 75 ] |
| 2010  | You Belong with Me          | Chanson gagnante    | Lauréat  | [ 75 ] |
| 2010  | Fifteen                     | Chanson gagnante    | Lauréat  | [ 75 ] |
| 2010  | Best Days of Your Life (en) | Chanson gagnante    | Lauréat  | [ 75 ] |
| 2010  | White Horse                 | Chanson gagnante    | Lauréat  | [ 75 ] |
| 2011  | Back to December            | Chanson gagnante    | Lauréat  | [ 76 ] |
| 2011  | Fearless                    | Chanson gagnante    | Lauréat  | [ 76 ] |
| 2011  | Mine                        | Chanson gagnante    | Lauréat  | [ 76 ] |
| 2012  | Mean                        | Chanson Top 50      | Lauréat  | [ 77 ] |
| 2012  | Spark Fly                   | Chanson Top 50      | Lauréat  | [ 77 ] |
| 2013  | Begin Again                 | Chanson Top 50      | Lauréat  | [ 78 ] |
| 2013  | Ours                        | Chanson Top 50      | Lauréat  | [ 78 ] |
| 2014  | Highway Don't Care (en)     | Chanson Top 50      | Lauréat  | [ 79 ] |
| 2014  | Red                         | Chanson Top 50      | Lauréat  | [ 79 ] |
| 2017  | Better Man (en)             | Chanson Top 50      | Lauréat  | [ 80 ] |

### BMI London Awards
| Année | Travail nommé            | Catégorie        | Résultat | Réf.   |
| ----- | ------------------------ | ---------------- | -------- | ------ |
| 2014  | Everything Has Changed   | Chanson gagnante | Lauréat  | [ 81 ] |
| 2018  | Look What You Made Me Do | Pop Award        | Lauréat  | [ 82 ] |
| 2019  | End Game                 | Pop Award        | Lauréat  | [ 83 ] |

### BMI Pop Awards
| Année | Travail nommé                           | Catégorie             | Résultat | Réf.   |
| ----- | --------------------------------------- | --------------------- | -------- | ------ |
| 2009  | Taylor Swift                            | BMI President's Award | Lauréat  | [ 84 ] |
| 2009  | Teardrops on My Guitar                  | Chanson gagnante      | Lauréat  | [ 84 ] |
| 2010  | Love Story                              | Chanson de l'année    | Lauréat  | [ 85 ] |
| 2010  | Love Story                              | Chanson gagnante      | Lauréat  | [ 85 ] |
| 2010  | You Belong with Me                      | Chanson gagnante      | Lauréat  | [ 85 ] |
| 2011  | You Belong with Me                      | Chanson gagnante      | Lauréat  | [ 86 ] |
| 2011  | Two Is Better Than One (en)             | Chanson gagnante      | Lauréat  | [ 86 ] |
| 2012  | Mine                                    | Chanson gagnante      | Lauréat  | [ 87 ] |
| 2013  | We Are Never Ever Getting Back Together | Chanson gagnante      | Lauréat  | [ 88 ] |
| 2014  | I Knew You Were Trouble                 | Chanson gagnante      | Lauréat  | [ 89 ] |
| 2015  | Taylor Swift                            | Parolier de l'année   | Lauréat  | [ 90 ] |
| 2015  | 22                                      | Chanson gagnante      | Lauréat  | [ 90 ] |
| 2015  | Everything Has Changed                  | Chanson gagnante      | Lauréat  | [ 90 ] |
| 2015  | Shake It Off                            | Chanson gagnante      | Lauréat  | [ 90 ] |
| 2016  | Taylor Swift                            | Taylor Swift Award    | Lauréat  | [ 91 ] |
| 2016  | Taylor Swift                            | Parolier de l'année   | Lauréat  | [ 91 ] |
| 2016  | Bad Blood                               | Chanson gagnante      | Lauréat  | [ 91 ] |
| 2016  | Blank Space                             | Chanson gagnante      | Lauréat  | [ 91 ] |
| 2016  | Style                                   | Chanson gagnante      | Lauréat  | [ 91 ] |
| 2016  | Wildest Dreams                          | Chanson gagnante      | Lauréat  | [ 91 ] |
| 2017  | This Is What You Came For               | Chanson gagnante      | Lauréat  | [ 92 ] |
| 2018  | I Don't Wanna Live Forever              | Chanson gagnante      | Lauréat  | [ 93 ] |
| 2019  | Taylor Swift                            | Parolier de l'année   | Lauréat  | [ 94 ] |
| 2019  | Look What You Made Me Do                | Chanson gagnante      | Lauréat  | [ 94 ] |
| 2019  | ...Ready for It?                        | Chanson gagnante      | Lauréat  | [ 94 ] |
| 2019  | End Game                                | Chanson gagnante      | Lauréat  | [ 94 ] |
| 2019  | Delicate                                | Chanson gagnante      | Lauréat  | [ 94 ] |
| 2020  | Me!                                     | Chanson gagnante      | Lauréat  | [ 95 ] |
| 2020  | You Need to Calm Down                   | Chanson gagnante      | Lauréat  | [ 95 ] |

## BreakTudo Awards
| Année | Travail nommé            | Catégorie                      | Résultat   | Réf.   |
| ----- | ------------------------ | ------------------------------ | ---------- | ------ |
| 2017  | Taylor Swift             | Artist féminine internationale | Nomination | [ 96 ] |
| 2017  | Look What You Made Me Do | Meilleur clip                  | Nomination | [ 96 ] |
| 2018  | Taylor Swift             | Artist féminine internationale | Nomination | [ 97 ] |
| 2018  | Reputation               | Album de l'année               | Nomination | [ 97 ] |
| 2018  | Delicate                 | Clip de l'année                | Nomination | [ 97 ] |
| 2018  | Reputation Stadium Tour  | Tournée de l'été               | Nomination | [ 97 ] |
| 2019  | Taylor Swift             | Artist féminine internationale | Nomination | [ 98 ] |
| 2019  | You Need to Calm Down    | Clip international de l'année  | Nomination | [ 98 ] |
| 2019  | Me!                      | Clip boom de l'année           | Nomination | [ 98 ] |
| 2020  | Taylor Swift             | Artist féminine internationale | En attente | [ 99 ] |
| 2020  | Folklore                 | Album de l'année               | En attente | [ 99 ] |

## Brit Awards
| Année | Travail nommé              | Catégorie                                 | Résultat   | Réf.    |
| ----- | -------------------------- | ----------------------------------------- | ---------- | ------- |
| 2010  | Taylor Swift               | Révélation internationale (en)            | Nomination | [ 100 ] |
| 2013  | Taylor Swift               | Artiste solo féminine internationale (en) | Nomination | [ 101 ] |
| 2015  | Taylor Swift               | Artiste solo féminine internationale (en) | Lauréat    | [ 102 ] |
| 2018  | Taylor Swift               | Artiste solo féminine internationale (en) | Nomination | [ 103 ] |
| 2018  | I Don't Wanna Live Forever | Vidéo britannique de l'année (en)         | Nomination | [ 103 ] |

## Canadian Country Music Association Awards
| Année | Travail nommé | Catégorie                      | Résultat   | Réf.    |
| ----- | ------------- | ------------------------------ | ---------- | ------- |
| 2008  | Taylor Swift  | Album le plus vendu de l'année | Nomination | [ 104 ] |
| 2009  | Fearless      | Album le plus vendu de l'année | Lauréat    | [ 104 ] |
| 2010  | Fearless      | Album le plus vendu de l'année | Lauréat    | [ 104 ] |
| 2011  | Speak Now     | Album le plus vendu de l'année | Lauréat    | [ 104 ] |
| 2012  | Taylor Swift  | Generation Award               | Lauréat    | [ 104 ] |
| 2013  | Red           | Album le plus vendu de l'année | Lauréat    | [ 104 ] |

## Channel V Thailand Music Video Awards
| Année     | Travail nommé | Catégorie                             | Résultat | Réf.    |
| --------- | ------------- | ------------------------------------- | -------- | ------- |
| 2009 (en) | Taylor Swift  | Meilleur nouvel artiste international | Lauréat  | [ 105 ] |

## CMC Music Awards
| Année | Travail nommé           | Catégorie                        | Résultat | Réf.    |
| ----- | ----------------------- | -------------------------------- | -------- | ------- |
| 2011  | Taylor Swift            | Artiste international de l'année | Lauréat  | [ 106 ] |
| 2014  | Taylor Swift            | Artiste international de l'année | Lauréat  | [ 107 ] |
| 2014  | Highway Don't Care (en) | Vidéo internationale de l'année  | Lauréat  | [ 107 ] |

## CMT Awards

### CMT Music Awards
| Année | Travail nommé                           | Catégorie                          | Résultat   | Réf.    |
| ----- | --------------------------------------- | ---------------------------------- | ---------- | ------- |
| 2007  | Tim McGraw                              | Vidéo espoir de l'année            | Lauréat    | [ 108 ] |
| 2008  | Our Song                                | Video de l'année                   | Lauréat    | [ 109 ] |
| 2008  | Our Song                                | Video féminine de l'année          | Lauréat    | [ 109 ] |
| 2009  | Love Story                              | Video féminine de l'année          | Lauréat    | [ 110 ] |
| 2009  | Love Story                              | Video de l'année                   | Lauréat    | [ 110 ] |
| 2009  | Photograph                              | Vidéo country wide open de l'année | Nomination | [ 110 ] |
| 2009  | Photograph                              | Prestation CMT de l'année          | Nomination | [ 110 ] |
| 2010  | You Belong with Me                      | Vidéo de l'année                   | Nomination | [ 111 ] |
| 2010  | You Belong with Me                      | Vidéo féminine de l'année          | Nomination | [ 111 ] |
| 2010  | Best Days of Your Life (en)             | Vidéo collaborative de l'année     | Nomination | [ 111 ] |
| 2011  | Mine                                    | Vidéo de l'année                   | Lauréat    | [ 112 ] |
| 2011  | Mine                                    | Vidéo féminine de l'année          | Nomination | [ 112 ] |
| 2011  | Mine                                    | Meilleure vidéo web de l'année     | Nomination | [ 112 ] |
| 2012  | Safe & Sound                            | Vidéo de l'année                   | Nomination | [ 113 ] |
| 2012  | Safe & Sound                            | Vidéo collaborative de l'année     | Nomination | [ 113 ] |
| 2012  | Ours                                    | Vidéo féminine de l'année          | Nomination | [ 113 ] |
| 2013  | Begin Again                             | Vidéo féminine de l'année          | Nomination | [ 114 ] |
| 2013  | We Are Never Ever Getting Back Together | Vidéo de l'année                   | Nomination | [ 114 ] |
| 2014  | Highway Don't Care (en)                 | Vidéo collaborative de l'année     | Nomination | [ 115 ] |
| 2014  | Highway Don't Care (en)                 | Vidéo de l'année                   | Nomination | [ 115 ] |
| 2014  | Red                                     | Vidéo de l'année                   | Nomination | [ 115 ] |
| 2014  | Red                                     | Vidéo féminine de l'année          | Nomination | [ 115 ] |
| 2019  | Babe (en)                               | Vidéo en duo de l'année            | Nomination | [ 116 ] |
| 2019  | Babe (en)                               | Vidéo collaborative de l'année     | Nomination | [ 116 ] |

### CMT Online Awards
| Année | Travail nommé          | Catégorie                                        | Résultat   | Réf.    |
| ----- | ---------------------- | ------------------------------------------------ | ---------- | ------- |
| 2006  | Tim McGraw             | Number 1 Streamed Video From A New Artist        | Nomination |         |
| 2007  | Teardrops on My Guitar | Number 1 Streamed Studio 330 Sessions Video      | Lauréat    |         |
| 2007  | Teardrops on My Guitar | Number 1 Streamed Music Video                    | Nomination |         |
| 2007  | Taylor Swift           | Number 1 Digitally Active Female Artist          | Nomination |         |
| 2008  | Should've Said No      | Number 1 Streamed Slippery When Wet Video        | Nomination | [ 117 ] |
| 2008  | Our Song               | Number 1 Streamed Music Video                    | Nomination | [ 117 ] |
| 2008  | Taylor Swift           | Number 1 Streamed Digitally Active Female Artist | Nomination | [ 117 ] |

## Country Music Association Awards
Lorsqu'elle gagne le prix de l'artiste de l'année en 2009, Taylor Swift est âgée de dix-neuf ans, ce qui fait d'elle la plus jeune artiste ayant reçu ce prix. En 2013, elle est la deuxième récipiendaire du Pinnacle Award après Garth Brooks qui l'a reçu en 2005. Ce prix honore un artiste produisant de la musique country ayant atteint un succès important à la fois aux États-Unis et dans le monde.
| Année     | Travail nommé           | Catégorie                          | Résultat   | Réf.    |
| --------- | ----------------------- | ---------------------------------- | ---------- | ------- |
| 2007 (en) | Taylor Swift            | Horizon Award                      | Lauréat    | [ 120 ] |
| 2008 (en) | Taylor Swift            | Chanteuse de l'année               | Nomination | [ 120 ] |
| 2009 (en) | Taylor Swift            | Chanteuse de l'année               | Lauréat    | [ 120 ] |
| 2009 (en) | Taylor Swift            | Prix de la réussite internationale | Lauréat    | [ 121 ] |
| 2009 (en) | Taylor Swift            | Artiste de l'année                 | Lauréat    | [ 120 ] |
| 2009 (en) | Fearless                | Album de l'année                   | Lauréat    | [ 120 ] |
| 2009 (en) | Love Story              | Clip de l'année                    | Lauréat    | [ 120 ] |
| 2010 (en) | Taylor Swift            | Chanteuse de l'année               | Nomination | [ 120 ] |
| 2011 (en) | Taylor Swift            | Chanteuse de l'année               | Nomination | [ 120 ] |
| 2011 (en) | Taylor Swift            | Artiste de l'année                 | Lauréat    | [ 120 ] |
| 2011 (en) | Speak Now               | Album de l'année                   | Nomination | [ 120 ] |
| 2011 (en) | Mean                    | Chanson de l'année                 | Nomination | [ 120 ] |
| 2011 (en) | Mean                    | Clip de l'année                    | Nomination | [ 120 ] |
| 2012 (en) | Taylor Swift            | Artiste de l'année                 | Nomination | [ 120 ] |
| 2012 (en) | Taylor Swift            | Chanteuse de l'année               | Nomination | [ 120 ] |
| 2012 (en) | Safe & Sound            | Événement musical de l'année       | Nomination | [ 120 ] |
| 2013 (en) | Taylor Swift            | Pinnacle Award                     | Lauréat    | [ 119 ] |
| 2013 (en) | Taylor Swift            | Prix de la réussite internationale | Lauréat    | [ 121 ] |
| 2013 (en) | Taylor Swift            | Artiste de l'année                 | Nomination | [ 120 ] |
| 2013 (en) | Taylor Swift            | Chanteuse de l'année               | Nomination | [ 120 ] |
| 2013 (en) | Red                     | Album de l'année                   | Nomination | [ 120 ] |
| 2013 (en) | Highway Don't Care (en) | Single de l'année                  | Nomination | [ 120 ] |
| 2013 (en) | Highway Don't Care (en) | Événement musical de l'année       | Lauréat    | [ 120 ] |
| 2013 (en) | Highway Don't Care (en) | Clip de l'année                    | Lauréat    | [ 120 ] |
| 2014 (en) | Taylor Swift            | Chanteuse de l'année               | Nomination | [ 120 ] |
| 2017 (en) | Better Man (en)         | Chanson de l'année                 | Lauréat    | [ 120 ] |
| 2018 (en) | Babe (en)               | Vidéo de l'année                   | Nomination | [ 120 ] |

## Country Music Awards of Australia
| Année | Travail nommé | Catégorie                                    | Résultat | Réf.    |
| ----- | ------------- | -------------------------------------------- | -------- | ------- |
| 2014  | Red           | Album international le plus vendu de l'année | Lauréat  | [ 122 ] |

## Golden Globes
| Année | Travail nommé                                       | Catégorie                   | Résultat   | Réf.    |
| ----- | --------------------------------------------------- | --------------------------- | ---------- | ------- |
| 2013  | Safe & Sound dans Hunger Games                      | Meilleure chanson originale | Nomination | [ 123 ] |
| 2014  | Sweeter than Fiction (en) dans Un incroyable talent | Meilleure chanson originale | Nomination | [ 124 ] |
| 2020  | Beautiful Ghosts (en) dans Cats                     | Meilleure chanson originale | Nomination | [ 125 ] |

## Grammy Awards
Jusqu'à ce jour, Taylor Swift a été récompensée par 14 Grammy Awards.
En 2016, Taylor Swift devient la seule femme à avoir remporté deux fois l'album de l'année, avec Fearless et 1989, record égalé par Adele en 2018 puis battu par elle-même en 2021 avec folklore. En 2024, Taylor Swift devient la seule artiste de l'histoire de la cérémonie à avoir remporté pour la quatrième fois l'album de l'année avec Midnights.
| Année | Travail nommé                                     | Catégorie                                                       | Résultat   | Réf.    |
| ----- | ------------------------------------------------- | --------------------------------------------------------------- | ---------- | ------- |
| 2008  | Taylor Swift                                      | Meilleur nouvel artiste                                         | Nomination | [ 126 ] |
| 2010  | Fearless                                          | Album de l'année                                                | Lauréat    | [ 126 ] |
| 2010  | Fearless                                          | Meilleur album de country                                       | Lauréat    | [ 126 ] |
| 2010  | You Belong with Me                                | Enregistrement de l'année                                       | Nomination | [ 126 ] |
| 2010  | You Belong with Me                                | Chanson de l'année                                              | Nomination | [ 126 ] |
| 2010  | You Belong with Me                                | Meilleure chanteuse Pop                                         | Nomination | [ 126 ] |
| 2010  | White Horse                                       | Meilleure prestation vocale country d'une artiste féminine (en) | Lauréat    | [ 126 ] |
| 2010  | White Horse                                       | Meilleure chanson country                                       | Lauréat    | [ 126 ] |
| 2010  | Breathe (en)                                      | Meilleure collaboration pop (en) avec Colbie Caillat            | Nomination | [ 126 ] |
| 2012  | Speak Now                                         | Meilleur album de country                                       | Nomination | [ 126 ] |
| 2012  | Mean                                              | Meilleure prestation country en solo (en)                       | Lauréat    | [ 126 ] |
| 2012  | Mean                                              | Meilleure chanson country                                       | Lauréat    | [ 126 ] |
| 2013  | We Are Never Ever Getting Back Together           | Enregistrement de l'année                                       | Nomination | [ 126 ] |
| 2013  | Safe & Sound                                      | Meilleure prestation vocale country d'un duo ou un groupe (en)  | Nomination | [ 126 ] |
| 2013  | Safe & Sound                                      | Meilleure chanson écrite pour un média visuel                   | Lauréat    | [ 126 ] |
| 2014  | Red                                               | Album de l'année                                                | Nomination | [ 126 ] |
| 2014  | Red                                               | Meilleur album country                                          | Nomination | [ 126 ] |
| 2014  | Begin Again                                       | Meilleure chanson country                                       | Nomination | [ 126 ] |
| 2014  | Highway Don't Care (en)                           | Meilleure prestation vocale country d'un duo ou un groupe       | Nomination | [ 126 ] |
| 2015  | Shake It Off                                      | Enregistrement de l'année                                       | Nomination | [ 126 ] |
| 2015  | Shake It Off                                      | Chanson de l'année                                              | Nomination | [ 126 ] |
| 2015  | Shake It Off                                      | Meilleure prestation vocale pop en solo                         | Nomination | [ 126 ] |
| 2016  | 1989                                              | Album de l'année                                                | Lauréat    | [ 126 ] |
| 2016  | 1989                                              | Meilleur album vocal pop                                        | Lauréat    | [ 126 ] |
| 2016  | Blank Space                                       | Enregistrement de l'année                                       | Nomination | [ 126 ] |
| 2016  | Blank Space                                       | Chanson de l'année                                              | Nomination | [ 126 ] |
| 2016  | Blank Space                                       | Meilleure prestation pop en solo                                | Nomination | [ 126 ] |
| 2016  | Bad Blood                                         | Meilleure prestation vocale pop d'un duo ou un groupe           | Nomination | [ 126 ] |
| 2016  | Bad Blood                                         | Meilleur clip                                                   | Lauréat    | [ 126 ] |
| 2018  | Better Man (en)                                   | Meilleure chanson country                                       | Nomination | [ 126 ] |
| 2018  | I Don't Wanna Live Forever                        | Meilleure chanson écrite pour un média visuel                   | Nomination | [ 126 ] |
| 2019  | Reputation                                        | Meilleur album vocal pop                                        | Nomination | [ 126 ] |
| 2020  | Lover                                             | Meilleur album vocal pop                                        | Nomination | [ 126 ] |
| 2020  | Lover                                             | Chanson de l'année                                              | Nomination | [ 126 ] |
| 2020  | You Need to Calm Down                             | Meilleure prestation vocale pop en solo                         | Nomination | [ 126 ] |
| 2021  | Beautiful Ghosts                                  | Meilleure chanson écrite pour un média visuel                   | Nomination | [ 126 ] |
| 2021  | Cardigan                                          | Chanson de l'année                                              | Nomination | [ 126 ] |
| 2021  | Cardigan                                          | Meilleure prestation vocale pop en solo                         | Nomination | [ 126 ] |
| 2021  | Exile                                             | Meilleure prestation vocale pop d'un duo ou un groupe           | Nomination | [ 126 ] |
| 2021  | Folklore                                          | Meilleur album vocal pop                                        | Nomination | [ 126 ] |
| 2021  | Folklore                                          | Album de l'année                                                | Lauréat    | [ 126 ] |
| 2022  | Evermore                                          | Album de l'année                                                | Nomination | [ 126 ] |
| 2023  | All Too Well (10 Minute Version) (The Short Film) | Chanson de l'année                                              | Nomination | [ 126 ] |
| 2023  | I Bet You Think About Me                          | Meilleure chanson country                                       | Nomination | [ 126 ] |
| 2023  | Carolina                                          | Meilleure chanson écrite pour un média visuel                   | Nomination | [ 126 ] |
| 2023  | All Too Well (The Short Film)                     | Meilleur clip                                                   | Lauréat    | [ 126 ] |
| 2024  | Karma feat Ice Spice                              | Meilleure performance de groupe ou de duo                       | Nomination |         |
| 2024  | Anti-Hero                                         | Chanson de l'année                                              | Nomination |         |
| 2024  | Anti-Hero                                         | Enregistrement de l'année                                       | Nomination |         |
| 2024  | Anti-Hero                                         | Meilleure performance pop en solo                               | Nomination |         |
| 2024  | Midnights                                         | Meilleur album vocal pop                                        | Lauréat    |         |
| 2024  | Midnights                                         | Album de l'année                                                | Lauréat    |         |

## iHeartRadioAwards

### iHeartRadio Music Awards
| Année     | Travail nommé              | Catégorie                   | Résultat   | Réf.    |
| --------- | -------------------------- | --------------------------- | ---------- | ------- |
| 2014 (en) | Taylor Swift               | Meilleurs fans              | Nomination | [ 127 ] |
| 2014 (en) | Highway Don't Care (en)    | Chanson country de l'année  | Nomination | [ 127 ] |
| 2015 (en) | Taylor Swift               | Artiste de l'année          | Lauréat    | [ 128 ] |
| 2015 (en) | Taylor Swift               | Meilleurs fans              | Nomination | [ 128 ] |
| 2015 (en) | Shake It Off               | Chanson de l'année          | Lauréat    | [ 128 ] |
| 2015 (en) | Blank Space                | Meilleures paroles          | Lauréat    | [ 128 ] |
| 2016 (en) | Taylor Swift               | Artiste féminine de l'année | Lauréat    | [ 129 ] |
| 2016 (en) | Taylor Swift               | Meilleur mème               | Lauréat    | [ 129 ] |
| 2016 (en) | Taylor Swift               | Meilleurs fans              | Nomination | [ 129 ] |
| 2016 (en) | 1989                       | Album de l'année            | Lauréat    | [ 129 ] |
| 2016 (en) | Blank Space                | Chanson de l'année          | Nomination | [ 129 ] |
| 2016 (en) | Bad Blood                  | Meilleure collaboration     | Nomination | [ 129 ] |
| 2016 (en) | The 1989 World Tour        | Meilleure tournée           | Lauréat    | [ 129 ] |
| 2018 (en) | Taylor Swift               | Artiste féminine de l'année | Lauréat    | [ 130 ] |
| 2018 (en) | Taylor Swift               | Meilleurs fans              | Nomination | [ 130 ] |
| 2018 (en) | Look What You Made Me Do   | Meilleures paroles          | Nomination | [ 130 ] |
| 2018 (en) | Look What You Made Me Do   | Meilleur clip               | Nomination | [ 130 ] |
| 2018 (en) | Olivia Benson              | Animal le plus mignon       | Nomination | [ 130 ] |
| 2019 (en) | Taylor Swift               | Meilleurs fans              | Nomination | [ 131 ] |
| 2019 (en) | Delicate                   | Meilleur clip               | Lauréat    | [ 131 ] |
| 2019 (en) | Reputation Stadium Tour    | Tournée de l'année          | Lauréat    | [ 131 ] |
| 2020 (en) | Taylor Swift               | Artiste féminine de l'année | Nomination | [ 132 ] |
| 2020 (en) | Taylor Swift               | Meilleurs fans              | Nomination | [ 132 ] |
| 2020 (en) | Lover                      | Album pop de l'année        | Lauréat    | [ 132 ] |
| 2020 (en) | Lover                      | Meilleur remix              | Nomination | [ 132 ] |
| 2020 (en) | Me!                        | Meilleur clip               | Nomination | [ 132 ] |
| 2020 (en) | Me!                        | Meilleure chorégraphie      | Nomination | [ 132 ] |
| 2020 (en) | You Need to Calm Down      | Meilleures paroles          | Nomination | [ 132 ] |
| 2020 (en) | Can't Stop Loving You (en) | Meilleure reprise           | Nomination | [ 132 ] |

### MuchMusic Video Awards
| Année     | Travail nommé                           | Catégorie                                                 | Résultat   | Réf.    |
| --------- | --------------------------------------- | --------------------------------------------------------- | ---------- | ------- |
| 2010 (en) | You Belong with Me                      | Vidéo internationale de l'année - Artiste                 | Nomination | [ 133 ] |
| 2010 (en) | You Belong with Me                      | Votre vidéo internationale préférée                       | Nomination | [ 133 ] |
| 2011      | Mine                                    | Vidéo la plus visionnée de l'année                        | Nomination | [ 134 ] |
| 2013 (en) | Taylor Swift                            | Votre artiste ou groupe international préféré             | Lauréat    | [ 135 ] |
| 2013 (en) | We Are Never Ever Getting Back Together | Vidéo internationale de l'année - Artiste                 | Nomination | [ 136 ] |
| 2014 (en) | Everything Has Changed                  | Vidéo internationale de l'année - Artiste                 | Nomination | [ 137 ] |
| 2015 (en) | Blank Space                             | Vidéo internationale de l'année - Artiste                 | Nomination | [ 138 ] |
| 2015 (en) | Taylor Swift                            | Votre artiste ou groupe international préféré             | Nomination | [ 138 ] |
| 2016 (en) | Taylor Swift                            | L'artiste ou groupe international préféré des fans        | Nomination | [ 139 ] |
| 2016 (en) | Bad Blood                               | Artiste international de l'année                          | Nomination | [ 139 ] |
| 2016 (en) | Bad Blood                               | Artiste ou groupe international ayant généré le plus buzz | Nomination | [ 139 ] |

## MTV Awards

### MTV Europe Music Awards
| Année     | Travail nommé            | Catégorie                             | Résultat   | Réf.    |
| --------- | ------------------------ | ------------------------------------- | ---------- | ------- |
| 2009      | Taylor Swift             | Meilleur nouvel artiste (en)          | Nomination | [ 140 ] |
| 2012      | Taylor Swift             | Meilleure artiste féminine (en)       | Lauréat    | [ 141 ] |
| 2012      | Taylor Swift             | Meilleur concert (en)                 | Lauréat    | [ 141 ] |
| 2012      | Taylor Swift             | Meilleur look (en)                    | Lauréat    | [ 141 ] |
| 2012      | Taylor Swift             | Meilleur artiste pop (en)             | Nomination | [ 141 ] |
| 2012      | Taylor Swift             | Meilleure prestation World Stage (en) | Nomination | [ 141 ] |
| 2013      | Taylor Swift             | Meilleure artiste féminine            | Nomination | [ 142 ] |
| 2013      | Taylor Swift             | Meilleur artiste pop                  | Nomination | [ 142 ] |
| 2013      | Taylor Swift             | Meilleure tournée                     | Nomination | [ 142 ] |
| 2014      | Taylor Swift             | Meilleure artiste féminine            | Nomination | [ 143 ] |
| 2014      | Taylor Swift             | Meilleur look                         | Nomination | [ 143 ] |
| 2015 (en) | Taylor Swift             | Meilleure artiste féminine            | Nomination | [ 144 ] |
| 2015 (en) | Taylor Swift             | Meilleur artiste pop                  | Nomination | [ 144 ] |
| 2015 (en) | Taylor Swift             | Meilleure tournée                     | Nomination | [ 144 ] |
| 2015 (en) | Taylor Swift             | Meilleur artiste américain (en)       | Lauréat    | [ 144 ] |
| 2015 (en) | Taylor Swift             | Meilleur artiste nord-américain       | Nomination | [ 144 ] |
| 2015 (en) | Taylor Swift             | Meilleurs fans (en)                   | Nomination | [ 144 ] |
| 2015 (en) | Taylor Swift             | Meilleur look                         | Nomination | [ 144 ] |
| 2015 (en) | Bad Blood                | Meilleure chanson (en)                | Lauréat    | [ 144 ] |
| 2015 (en) | Bad Blood                | Meilleure vidéo (en)                  | Nomination | [ 144 ] |
| 2015 (en) | Bad Blood                | Meilleure collaboration               | Nomination | [ 144 ] |
| 2017 (en) | Taylor Swift             | Meilleur artiste                      | Nomination | [ 145 ] |
| 2017 (en) | Taylor Swift             | Meilleur artiste pop                  | Nomination | [ 145 ] |
| 2017 (en) | Taylor Swift             | Meilleur artiste américain            | Nomination | [ 145 ] |
| 2017 (en) | Taylor Swift             | Meilleurs fans                        | Nomination | [ 145 ] |
| 2017 (en) | Taylor Swift             | Meilleur look                         | Nomination | [ 145 ] |
| 2017 (en) | Look What You Made Me Do | Meilleure vidéo                       | Nomination | [ 145 ] |
| 2018 (en) | Taylor Swift             | Meilleurs fans                        | Nomination | [ 146 ] |
| 2019 (en) | Taylor Swift             | Meilleurs fans                        | Nomination | [ 147 ] |
| 2019 (en) | Taylor Swift             | Meilleur artiste                      | Nomination | [ 147 ] |
| 2019 (en) | Taylor Swift             | Meilleur artiste américain            | Lauréat    | [ 147 ] |
| 2019 (en) | Me!                      | Meilleure vidéo                       | Lauréat    | [ 147 ] |

### MTV Video Music Awards
| Année     | Travail nommé              | Catégorie                               | Résultat   | Réf.    |
| --------- | -------------------------- | --------------------------------------- | ---------- | ------- |
| 2008 (en) | Taylor Swift               | Meilleur nouvel artiste                 | Nomination | [ 148 ] |
| 2009      | You Belong with Me         | Meilleure vidéo féminine                | Lauréat    | [ 149 ] |
| 2010      | Fifteen                    | Meilleure vidéo féminine                | Nomination | [ 150 ] |
| 2011      | Mean                       | Meilleure vidéo portant un message (en) | Nomination | [ 151 ] |
| 2013      | I Knew You Were Trouble    | Vidéo de l'année                        | Nomination | [ 152 ] |
| 2013      | I Knew You Were Trouble    | Meilleure vidéo féminine                | Lauréat    | [ 152 ] |
| 2015      | Blank Space                | Meilleure vidéo féminine                | Lauréat    | [ 153 ] |
| 2015      | Blank Space                | Meilleure vidéo pop                     | Lauréat    | [ 153 ] |
| 2015      | Bad Blood                  | Vidéo de l'année                        | Lauréat    | [ 153 ] |
| 2015      | Bad Blood                  | Meilleure collaboration (en)            | Lauréat    | [ 153 ] |
| 2015      | Bad Blood                  | Meilleure direction artistique          | Nomination | [ 153 ] |
| 2015      | Bad Blood                  | Meilleure photographie                  | Nomination | [ 153 ] |
| 2015      | Bad Blood                  | Meilleure réalisation                   | Nomination | [ 153 ] |
| 2015      | Bad Blood                  | Meilleur montage                        | Nomination | [ 153 ] |
| 2015      | Bad Blood                  | Meilleurs effets visuels                | Nomination | [ 153 ] |
| 2015      | Bad Blood                  | Chanson de l'été                        | Nomination | [ 153 ] |
| 2017      | I Don't Wanna Live Forever | Meilleure collaboration                 | Lauréat    | [ 154 ] |
| 2018      | Look What You Made Me Do   | Meilleure direction artistique          | Nomination | [ 155 ] |
| 2018      | Look What You Made Me Do   | Meilleur montage                        | Nomination | [ 155 ] |
| 2018      | Look What You Made Me Do   | Meilleurs effets visuels                | Nomination | [ 155 ] |
| 2019      | You Need to Calm Down      | Vidéo de l'année                        | Lauréat    | [ 156 ] |
| 2019      | You Need to Calm Down      | Chanson de l'année                      | Nomination | [ 156 ] |
| 2019      | You Need to Calm Down      | Meilleure vidéo pop                     | Nomination | [ 156 ] |
| 2019      | You Need to Calm Down      | Meilleure vidéo engagée                 | Lauréat    | [ 156 ] |
| 2019      | You Need to Calm Down      | Meilleure réalisation                   | Nomination | [ 156 ] |
| 2019      | You Need to Calm Down      | Meilleur montage                        | Nomination | [ 156 ] |
| 2019      | You Need to Calm Down      | Meilleure direction artistique          | Nomination | [ 156 ] |
| 2019      | You Need to Calm Down      | Meilleur power anthem                   | Nomination | [ 156 ] |
| 2019      | You Need to Calm Down      | Chanson de l'été                        | Nomination | [ 156 ] |
| 2019      | Me!                        | Meilleure collaboration                 | Nomination | [ 156 ] |
| 2019      | Me!                        | Meilleure cinématographie               | Nomination | [ 156 ] |
| 2019      | Me!                        | Meilleurs effets visuels                | Lauréat    | [ 156 ] |
| 2020      | The Man                    | Vidéo de l'année                        | Nomination | [ 157 ] |
| 2020      | The Man                    | Meilleure vidéo engagée                 | Nomination | [ 157 ] |
| 2020      | The Man                    | Meilleure réalisation                   | Lauréat    | [ 157 ] |
| 2020      | Lover                      | Meilleure vidéo pop                     | Nomination | [ 157 ] |
| 2020      | Lover                      | Meilleure direction artistique          | Nomination | [ 157 ] |
| 2020      | Cardigan                   | Chanson de l'été                        | Nomination | [ 157 ] |

## Nashville Songwriters Association International (NSAI) Award
| Année | Travail nommé   | Catégorie                                 | Résultat | Réf.    |
| ----- | --------------- | ----------------------------------------- | -------- | ------- |
| 2007  | Taylor Swift    | Auteur-compositeur-interprète de l'année  | Lauréat  | [ 158 ] |
| 2009  | Taylor Swift    | Auteur-compositeur-interprète de l'année  | Lauréat  | [ 158 ] |
| 2010  | Taylor Swift    | Auteur-compositeur-interprète de l'année  | Lauréat  | [ 158 ] |
| 2011  | Taylor Swift    | Auteur-compositeur-interprète de l'année  | Lauréat  | [ 158 ] |
| 2012  | Taylor Swift    | Auteur-compositeur-interprète de l'année  | Lauréat  | [ 158 ] |
| 2013  | Taylor Swift    | Auteur-compositeur-interprète de l'année  | Lauréat  | [ 158 ] |
| 2015  | Taylor Swift    | Auteur-compositeur-interprète de l'année  | Lauréat  | [ 158 ] |
| 2015  | Shake It Off    | Les dix chansons que j'aurais aimé écrire | Lauréat  | [ 159 ] |
| 2017  | Better Man (en) | Les dix chansons que j'aurais aimé écrire | Lauréat  | [ 159 ] |

## NRJ Music Awards
| Année | Travail nommé            | Catégorie                                  | Résultat   | Réf.    |
| ----- | ------------------------ | ------------------------------------------ | ---------- | ------- |
| 2015  | Taylor Swift             | Artiste féminine internationale de l'année | Lauréat    | [ 160 ] |
| 2015  | Bad Blood                | Clip de l'année                            | Lauréat    | [ 160 ] |
| 2017  | Look What You Made Me Do | Clip de l'année                            | Nomination | [ 161 ] |
| 2017  | Taylor Swift             | Artiste féminine internationale de l'année | Nomination | [ 161 ] |
| 2019  | Taylor Swift             | Artiste féminine internationale de l'année | Nomination | [ 162 ] |
| 2023  | Taylor Swift             | Artiste féminine internationale de l'année | Nomination |         |
| 2023  | Anti-Hero                | Clip international de l'année              | Nomination |         |
| 2024  | Taylor Swift             | Artiste féminine internationale de l'année | Lauréat    |         |
| 2024  | Taylor Swift             | Concert de l'année                         | Nomination |         |

## People's Choice Awards
| Année     | Travail nommé                           | Catégorie                                   | Résultat   | Réf.    |
| --------- | --------------------------------------- | ------------------------------------------- | ---------- | ------- |
| 2009 (en) | Taylor Swift                            | Meilleure star de moins de 35 ans           | Nomination | [ 163 ] |
| 2009 (en) | Love Story                              | Meilleure chanson country                   | Nomination | [ 163 ] |
| 2010 (en) | Taylor Swift                            | Meilleure artiste féminine (en)             | Lauréat    | [ 164 ] |
| 2010 (en) | Taylor Swift                            | Meilleur artiste pop                        | Nomination | [ 164 ] |
| 2010 (en) | Taylor Swift                            | Meilleur artiste country (en)               | Nomination | [ 164 ] |
| 2011 (en) | Taylor Swift                            | Meilleure artiste féminine                  | Nomination | [ 165 ] |
| 2011 (en) | Taylor Swift                            | Meilleur artiste country                    | Lauréat    | [ 165 ] |
| 2012      | Taylor Swift                            | Meilleure artiste féminine                  | Nomination | [ 166 ] |
| 2012      | Taylor Swift                            | Meilleur artiste en tournée                 | Nomination | [ 166 ] |
| 2012      | Taylor Swift                            | Meilleur artiste country                    | Lauréat    | [ 167 ] |
| 2013      | Taylor Swift                            | Meilleure artiste féminine                  | Nomination | [ 168 ] |
| 2013      | Taylor Swift                            | Meilleur artiste country                    | Lauréat    | [ 168 ] |
| 2013      | We Are Never Ever Getting Back Together | Meilleure chanson                           | Nomination | [ 168 ] |
| 2014      | Taylor Swift                            | Meilleur artiste country                    | Lauréat    | [ 169 ] |
| 2015      | Taylor Swift                            | Meilleure artiste féminine                  | Lauréat    | [ 170 ] |
| 2015      | Taylor Swift                            | Meilleur artiste pop                        | Lauréat    | [ 170 ] |
| 2015      | Shake It Off                            | Meilleure chanson                           | Lauréat    | [ 170 ] |
| 2016      | Taylor Swift                            | Meilleure artiste féminine                  | Lauréat    | [ 171 ] |
| 2016      | Taylor Swift                            | Meilleur artiste pop                        | Lauréat    | [ 171 ] |
| 2016      | Taylor Swift                            | Meilleure célébrité sur les réseaux sociaux | Nomination | [ 171 ] |
| 2016      | Bad Blood                               | Meilleure chanson                           | Nomination | [ 171 ] |
| 2018      | Taylor Swift                            | Artiste féminine de l'année                 | Nomination | [ 172 ] |
| 2018      | Taylor Swift                            | Meilleure célébrité sur les réseaux sociaux | Nomination | [ 172 ] |
| 2018      | Reputation Stadium Tour                 | Tournée de l'année                          | Lauréat    | [ 172 ] |
| 2019      | Taylor Swift                            | Artiste féminine de l'année                 | Nomination | [ 173 ] |
| 2019      | Taylor Swift                            | Meilleure célébrité sur les réseaux sociaux | Nomination | [ 173 ] |
| 2019      | Lover                                   | Album de l'année                            | Lauréat    | [ 173 ] |
| 2019      | Me!                                     | Clip de l'année                             | Nomination | [ 173 ] |

## Teen Choice Awards
| Année | Travail nommé    | Catégorie                                   | Résultat |
| ----- | ---------------- | ------------------------------------------- | -------- |
| 2008  | Taylor Swift     | Breakout Artist                             | Lauréat  |
| 2011  | Taylor Swift     | Artiste féminine de l'année                 | Lauréat  |
| 2011  | Taylor Swift     | Meilleure artiste féminine country          | Lauréat  |
| 2011  | Taylor Swift     | Meilleure icône féminine sur le tapis rouge | Lauréat  |
| 2011  | Taylor Swift     | Ultimate Choice Awards                      | Lauréat  |
| 2011  | Mean             | Meilleure chanson country                   | Lauréat  |
| 2011  | Back to December | Meilleure chanson de rupture                | Lauréat  |

## Personnalité de l'année selon le Time Magazine
| Année | Personnalité | Distinction        |
| ----- | ------------ | ------------------ |
| 2023  | Taylor Swift | Person of the Year |

## Young Hollywood Awards
| Année | Travail nommé | Catégorie             | Résultat |
| ----- | ------------- | --------------------- | -------- |
| 2008  | Taylor Swift  | Superstar of Tomorrow | Lauréat  |